# Яблонна (Радомщанський повіт)
Яблонна (пол. Jabłonna) — село в Польщі, у гміні Пшедбуж Радомщанського повіту Лодзинського воєводства.
Населення — 101 особа (2011).
У 1975-1998 роках село належало до Пйотрковського воєводства.

## Демографія
Демографічна структура станом на 31 березня 2011 року:
|          | Загалом | Допрацездатний вік | Працездатний вік | Постпрацездатний вік |
| -------- | ------- | ------------------ | ---------------- | -------------------- |
| Чоловіки | 48      | 2                  | 36               | 10                   |
| Жінки    | 53      | 8                  | 29               | 16                   |
| Разом    | 101     | 10                 | 65               | 26                   |